# 里諾鎮區 (明尼蘇達州波普縣)
里諾鎮區（英語：Reno Township）是位於美國明尼蘇達州波普縣的一個行政鎮區。

## 地方資料
里諾鎮區的面積為92.83平方千米，當中陸地面積為74.51平方千米，而水域面積為18.32平方千米。根據2020年美國人口普查的數據，當地共有人口431人，而人口密度為每平方千米4.64人。